# جوزف سانتلی
جوزف سانتلی (انگلیسی: Joseph Santley؛ ‏ ۱۰ ژانویهٔ ۱۸۹۰ – ۸ اوت ۱۹۷۱) بازیگر، نویسنده و کارگردان اهل ایالات متحده آمریکا بود.
وی کارگردان فیلم‌هایی همچون مزرعه ملودی، رزی پرچ‌کن، بلندپرواز باش و جوان و زیبا بوده است.